# Episodi di King of Kensington (prima stagione)
La prima stagione della serie televisiva King of Kensington è stata trasmessa in anteprima in Canada dalla CBC Television tra il 25 settembre 1975 e il 12 febbraio 1976.
| nº | Titolo originale             | Titolo italiano | Prima TV Canada   | Prima TV Italia |
| -- | ---------------------------- | --------------- | ----------------- | --------------- |
| 1  | Variety Store                |                 | 25 settembre 1975 |                 |
| 2  | Hot Line Host                |                 | 2 ottobre 1975    |                 |
| 3  | Kensington Achievement Award |                 | 9 ottobre 1975    |                 |
| 4  | The Tax Audit                |                 | 23 ottobre 1975   |                 |
| 5  | Save Old George              |                 | 30 ottobre 1975   |                 |
| 6  | Where's Cathy?               |                 | 6 novembre 1975   |                 |
| 7  | Half-Way Home                |                 | 13 novembre 1975  |                 |
| 8  | The Lady Who Came to Dinner  |                 | 20 novembre 1975  |                 |
| 9  | The Joy of Kensington        |                 | 27 novembre 1975  |                 |
| 10 | The Gambler                  |                 | 4 dicembre 1975   |                 |
| 11 | The Real Mrs. King           |                 | 11 dicembre 1975  |                 |
| 12 | Scout's Honour               |                 | 18 dicembre 1975  |                 |
| 13 | The Christmas Show           |                 | 25 dicembre 1975  |                 |
| 14 | Detroit Story                |                 | 15 gennaio 1976   |                 |
| 15 | Cathy's Hobby                |                 | 22 gennaio 1976   |                 |
| 16 | Duke's Dilemma               |                 | 29 gennaio 1976   |                 |
| 17 | Delma's Decision             |                 | 5 febbraio 1976   |                 |
| 18 | Happy Anniversary            |                 | 12 febbraio 1976  |                 |